# Kanton Rethel
Kanton Rethel (fr. Canton de Rethel) je francouzský kanton v departementu Ardensko v regionu Grand Est. Skládá se z 18 obcí. Před reformou kantonů 2014 ho tvořilo 17 obcí.

## Obce kantonu
od roku 2015:
- Acy-Romance
- Amagne
- Ambly-Fleury
- Arnicourt
- Barby
- Bertoncourt
- Biermes
- Corny-Machéroménil
- Coucy
- Doux
- Mont-Laurent
- Nanteuil-sur-Aisne
- Novy-Chevrières
- Rethel
- Sault-lès-Rethel
- Seuil
- Sorbon
- Thugny-Trugny

před rokem 2015:
- Acy-Romance
- Amagne
- Ambly-Fleury
- Arnicourt
- Barby
- Bertoncourt
- Biermes
- Coucy
- Doux
- Mont-Laurent
- Nanteuil-sur-Aisne
- Novy-Chevrières
- Rethel
- Sault-lès-Rethel
- Seuil
- Sorbon
- Thugny-Trugny